# خطرناک (ترانه چارلی پوث)
"خطرناک" (به انگلیسی: Dangerously) آهنگی است که توسط خواننده آمریکایی چارلی پوث تهیه شده و از آلبوم استودیویی اش "Nine Track Mind" (۲۰۱۶) گرفته شده است. این در تاریخ ۲ دسامبر سال ۲۰۱۶ در ایتالیا منتشر شد.
موزیک ویدیو رسمی در تاریخ ۲ نوامبر ۱۶ در یوتیوب منتشر شد. توسط آیه تانیمورا کارگردانی شد. تا تاریخ ۱۷ ژوئن ۲۰۱۸ بیش از ۸۸ میلیون نفر بازدید داشته است.

## جدول
| جدول (۲۰۱۶–۱۷)                     | رتبه |
| ---------------------------------- | ---- |
| جمهوری چک (رادیو – تاپ ۱۰۰)        | ۳۵   |
| فرانسه (اس‌ان‌ئی‌پی)                  | ۱۶۹  |
| مجارستان (رادیوس تاپ ۴۰)           | ۲۹   |
| نیوزیلند (انجمن صنعت ضبط نیوزیلند) | ۱۰   |
| اسلواکی (رادیو – ۱۰۰ آهنگ برتر)    | ۴۵   |